# Peter Kofod

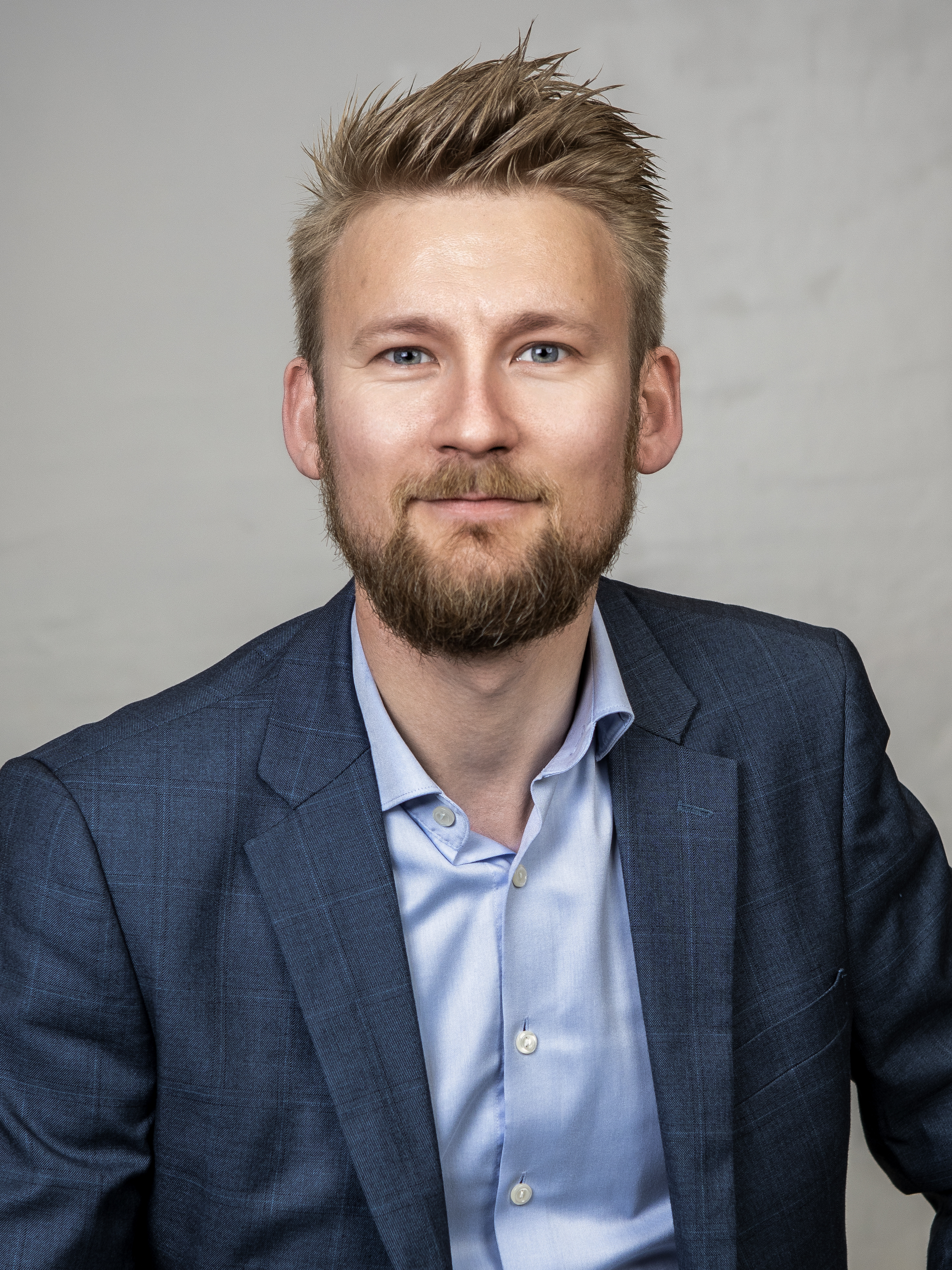
Peter Kofod, 2023

Peter Kofod Poulson (* 27. Februar 1990) ist ein dänischer Politiker (Dansk Folkeparti). Er ist seit November 2022 wieder Mitglied des Folketings, dem er bereits von Juni 2015 bis Juni 2019 angehörte. Von Juli 2019 bis November 2022 war er Mitglied des Europäischen Parlaments.

## Biografie
Als Sohn eines Schmieds und einer Krankenschwester absolvierte er 2010 das Fernmelderegiment und arbeitete später als Grundschullehrer in Haderslev. Ab 2014 war er Stadtrat in Haderslev und war von 2014 bis 2015 im Regionalrat für Süddänemark.
Den Nachnamen Hristov nahm er an, als er 2018 seine Frau Vasileva heiratete. In politischen Kontexten wird er nur als „Peter Kofod“ bezeichnet.
Bei der Folketingswahl 2015 wurde Kofod erstmals ins Folketing gewählt. Bei der Europawahl 2019 wurde er ins Europaparlament gewählt. Dort gehörte er der Fraktion Identität und Demokratie an. Bei der Folketingswahl 2022 wurde er wieder ins Folketing gewählt. Im Zuge dessen legte er sein Mandat im Europaparlament nieder. Für ihn rückte Anders Primdahl Vistisen nach.